# Sabán Merzekán
Sabán Merzekán (1959. március 8. – ) algériai válogatott labdarúgó.

## Pályafutása

### Klubcsapatban
1974 és 1987 között a Hussein Dey, 1987 és 1989 között az MC Alger csapatában játszott. A Hussein Dey játékosaként kétszer nyerte meg az algériai bajnokságot (1976, 1982).

### A válogatottban
1978 és 1988 között 60 alkalommal szerepelt az algériai válogatottban és 3 gólt szerzett. Részt vett az 1980. évi nyári olimpiai játékokon, az 1982-es világbajnokságon, az 1980-as, az 1982-es, az 1986-os és az 1988-as afrikai nemzetek kupáján.

## Sikerei, díjai
Hussein Dey
- Algériai bajnok (2): 1975–76, 1981–82

Algéria
- Afrikai nemzetek kupája döntős (1): 1980